# Fjalar (hane)
 For alternative betydninger, se Fjalar. (Se også artikler, som begynder med Fjalar)
I nordisk mytologi (Vølvens spådom) er Fjalar en rød hane, der galer i et træ og dermed indvarsler Ragnarok.
| Nordisk mytologi | Spire Denne artikel om nordisk religion og mytologi er en spire som bør udbygges. Du er velkommen til at hjælpe Wikipedia ved at udvide den. |